# Hypercompe praeclara
Hypercompe praeclara är en fjärilsart som beskrevs av Charles Oberthür 1881. Hypercompe praeclara ingår i släktet Hypercompe och familjen björnspinnare. Inga underarter finns listade i Catalogue of Life.